# Карейру

Карейру на карте штата.

Карейру (порт. Careiro) — муниципалитет в Бразилии. входит в штат Амазонас. Составная часть мезорегиона Центр штата Амазонас. Находится в составе крупной городской агломерации Manaus. Входит в экономико-статистический микрорегион Манаус, который входит в Центр штата Амазонас. Население составляет 32 734 человека на 2010 год. Занимает площадь 6091,55 км². Плотность населения — 5,37 чел./км².
Праздник города — 19 декабря.

## География
Климат местности: экваториальный. В соответствии с классификацией Кёппена, климат относится к категории EQ.

## Границы
Муниципалитет граничит:
- на севере —  муниципалитет Карейру-да-Варзеа
- на востоке —  муниципалитет Аутазис
- на юге —  муниципалитет Борба
- на западе —  муниципалитет Манакири

## Демография
Согласно сведениям, собранным в ходе переписи 2010 г. Национальным институтом географии и статистики (IBGE), население муниципалитета составляет:
| Полное население                               | Полное население                               | Полное население                               | Полное население                               | 32 734 |
| ---------------------------------------------- | ---------------------------------------------- | ---------------------------------------------- | ---------------------------------------------- | ------ |
| в том числе:                                   | Городское население                            | 9437                                           | Процент городского населения, %                | 28,83  |
|                                                | Сельское население                             | 23 297                                         | Процент сельского населения, %                 | 71,17  |
|                                                | Мужское население                              | 16 990                                         | Процент мужского населения, %                  | 51,90  |
|                                                | Женское население                              | 15 744                                         | Процент женского населения, %                  | 48,10  |
| Плотность населения, чел/км²                   | Плотность населения, чел/км²                   | Плотность населения, чел/км²                   | Плотность населения, чел/км²                   | 5,37   |
| Население муниципалитета в % к населению штата | Население муниципалитета в % к населению штата | Население муниципалитета в % к населению штата | Население муниципалитета в % к населению штата | 0,94   |

По данным оценки 2015 года, население муниципалитета составляет 36 435 жителей.

## Важнейшие населенные пункты
| № | Населённый пункт | Населённый пункт (порт.) | Категория         | Население чел. (2010) | На карте                       |
| - | ---------------- | ------------------------ | ----------------- | --------------------- | ------------------------------ |
| 1 | Карейру          | Careiro                  | город             | 9437                  | 3°49′10″ ю. ш. 60°21′43″ з. д. |
| 2 | Пурупуру         | Purupuru                 | поселок           | 1571                  | 3°23′04″ ю. ш. 59°43′07″ з. д. |
| 3 | Араса            | Araçá                    | поселок           | 1192                  | 3°27′06″ ю. ш. 60°00′28″ з. д. |
| 4 | Тильейру         | Tilheiro                 | поселок           | 681                   | 3°25′43″ ю. ш. 60°16′12″ з. д. |
| 5 | Самаума          | Samaúma                  | поселок           | 543                   | 3°31′40″ ю. ш. 60°13′59″ з. д. |
| 6 | Мамори           | Mamori                   | индейская деревня | 100                   | 3°35′20″ ю. ш. 60°01′08″ з. д. |